# 유형에 따른 일치
둘 이상의 개체에서 어떤 대립유전자가 똑같은 표현형 효과를 나타내거나, 어떤 DNA 구역이 똑같은 DNA 서열을  가질 때, 그 대립유전자 또는 DNA 구역은 유형에 따른 일치(identical by type, IBT)한다고 한다.
유형에 따라 일치하는 대립유전자는 두 종류으로 나뉜다. 첫 번째는 이전 세대에서 똑같은 대립유전자를 물려받아 나타나는 기원에 따른 일치(identity by descent, IBD)이고, 두 번째는 별개의 돌연변이 때문에 나타나는 기원에 따른 불일치(non-identity by descent, NIBD)이다. NIBD는 최근 공통 조상에서 물려받지 않았지만 똑같은 돌연변이 발현을 공유한다면 상태에 따른 일치(identity by state, IBS)가 되기도 한다. 부모 자손 쌍은 유전자 IBD를 50% 공유하고, 일란성 쌍둥이는 유전자 IBD를 100% 공유한다.

## 같이 보기
- 집단 유전학